# Матштеттен
Матштеттен (нем. Mattstetten) — коммуна в Швейцарии, в кантоне Берн. 
Входит в состав округа Фраубруннен. Население составляет 582 человека (на 31 декабря 2006 года). Официальный код — 0543.